# 1 Pułk Jazdy Sandomierskiej
1 Pułk Jazdy Sandomierskiej – pułk jazdy polskiej doby powstania listopadowego, sformowany w grudniu 1830 z jazdy 50-dymowej.
Pułk otrzymał 6 krzyży złotych i 2 srebrne.

## Dowódcy pułku
- płk Piotr Łagowski,
- mjr Antoni Libiszewski (od 8 stycznia),
- płk Andrzej Niegolewski (od 10 lutego),
- ppłk Wojciech Łączkowski (od 20 czerwca)[1].

## Walki pułku
Pułk brał udział w walkach w czasie powstania listopadowego.
Bitwy i potyczki:
- Zimnowoda (16 lutego 1831),
- Mińsk (14 lipca 1831),
- Wilanów (25 sierpnia 1831),
- Warszawa (7 września 1831).